# Amphorella
Amphorella es un género de molusco gasterópodo de la familia Ferussaciidae en el orden de los Stylommatophora.

## Especies
Las especies de este género son:
- Amphorella cimensis
- Amphorella iridescens
- Amphorella melampoides
- Amphorella producta
- † Amphorella talaverai Hutterer & Groh, 2014